# Paul Deviolaine
Pour les articles homonymes, voir Deviolaine.
Paul Auguste Deviolaine, né le 23 mai 1799 et mort à Soissons le 26 novembre 1879, est un homme politique et industriel français.

## Biographie
Chevalier des ordres de la Légion d'honneur et de Saint-Grégoire-le-Grand, maire de Soissons, conseiller général de l'Aisne de 1852 à 1870 et président du tribunal de commerce de Soissons.
Paul Deviolaine, directeur de la verrerie de Prémontré, fonda en 1827 la verrerie à bouteilles de Vauxrot, près de Soissons, qui approvisionnait les maisons de champagne.
Sa fille épousa le vicomte Édouard Werlé, de la maison Veuve Clicquot Ponsardin.

## Distinctions
- Chevalier de la Légion d'honneur (décret du 13 août 1863).
- Officier d'académie (1866).
- Chevalier de l'ordre de Saint-Grégoire-le-Grand